# NBA Playoffs 2018
Gli NBA Playoffs 2018 hanno avuto inizio il 14 aprile 2018 e sono terminati il 9 giugno 2018. I Golden State Warriors hanno vinto per la sesta volta il titolo, battendo in finale per 4-0 i Cleveland Cavaliers.

## Formato
Il formato è identico all'edizione precedente.
- Si qualificano 16 squadre, 8 per ciascuna delle due Conference: Eastern Conference e Western Conference. Per ogni Conference accedono automaticamente ai playoff le squadre vincitrici di ciascuna delle 3 Division, più la migliore seconda; le altre 4 squadre sono quelle meglio classificate nella Conference.
- Tutti gli incontri, dal primo turno alle Finals, si giocano al meglio delle 7 partite (2-2-1-1-1); la squadra meglio classificata in stagione regolare giocherà in casa: gara-1, gara-2, gara-5 e gara-7.

## Squadre qualificate
Il 7 marzo 2018, i Toronto Raptors sono diventati il primo team a raggiungere un posto ai playoff. Il 30 marzo 2018, gli Houston Rockets hanno raggiunto il primo posto della Western Conference, interrompendo la striscia di tre anni consecutivi al primo posto dei Golden State Warriors.

### Eastern Conference
| Tds | Squadra             | Record | Raggiunto i/il | Raggiunto i/il     | Raggiunto i/il               | Raggiunto i/il        |
| Tds | Squadra             | Record | Playoff        | Titolo di Division | Miglior record in conference | Miglior record in NBA |
| --- | ------------------- | ------ | -------------- | ------------------ | ---------------------------- | --------------------- |
| 1   | Toronto Raptors     | 59–23  | 7 marzo        | 6 aprile           | 6 aprile                     | —                     |
| 2   | Boston Celtics      | 55–27  | 8 marzo        | —                  | —                            | —                     |
| 3   | Philadelphia 76ers  | 52–30  | 25 marzo       | —                  | —                            | —                     |
| 4   | Cleveland Cavaliers | 50–32  | 22 marzo       | 9 aprile           | —                            | —                     |
| 5   | Indiana Pacers      | 48–34  | 25 marzo       | —                  | —                            | —                     |
| 6   | Miami Heat          | 44–38  | 3 aprile       | 11 aprile          | —                            | —                     |
| 7   | Milwaukee Bucks     | 44–38  | 4 aprile       | —                  | —                            | —                     |
| 8   | Wash. Wizards       | 43–39  | 31 marzo       | —                  | —                            | —                     |

### Western Conference
| Tds | Team                | Record | Raggiunto i/il | Raggiunto i/il     | Raggiunto i/il               | Raggiunto i/il        |
| Tds | Team                | Record | Playoff        | Titolo di Division | Miglior record in conference | Miglior record in NBA |
| --- | ------------------- | ------ | -------------- | ------------------ | ---------------------------- | --------------------- |
| 1   | Houston Rockets     | 65–17  | 11 marzo       | 15 marzo           | 30 marzo                     | 31 marzo              |
| 2   | Golden St. Warriors | 58–24  | 12 marzo       | 15 marzo           | —                            | —                     |
| 3   | Portland T. Blazers | 49–33  | 1 aprile       | 11 aprile          | —                            | —                     |
| 4   | Oklahoma Thunder    | 48–34  | 9 aprile       | —                  | —                            | —                     |
| 5   | Utah Jazz           | 48–34  | 8 aprile       | —                  | —                            | —                     |
| 6   | N. Orleans Pelicans | 48–34  | 9 aprile       | —                  | —                            | —                     |
| 7   | San Antonio Spurs   | 47–35  | 9 aprile       | —                  | —                            | —                     |
| 8   | Minnesota T'wolves  | 47–35  | 11 aprile      | —                  | —                            | —                     |

## Tabellone
|  | Primo turno | Primo turno         | Primo turno           |                    |                       | Semifinali di Conference | Semifinali di Conference | Semifinali di Conference |  |   | Finali di Conference  | Finali di Conference | Finali di Conference |  |    | Finali NBA            | Finali NBA | Finali NBA |
|  |             |                     |                       |                    |                       |                          |                          |                          |  |   |                       |                      |                      |  |    |                       |            |            |
|  | 1           | Houston Rockets *   | 4                     |                    |                       |                          |                          |                          |  |   |                       |                      |                      |  |    |                       |            |            |
|  | 8           | Minnesota T'wolves  | 1                     |                    |                       |                          |                          |                          |  |   |                       |                      |                      |  |    |                       |            |            |
|  | 8           | Minnesota T'wolves  | 1                     |                    | 1                     | Houston Rockets *        | 4                        |                          |  |   |                       |                      |                      |  |    |                       |            |            |
|  |             |                     |                       |                    | 1                     | Houston Rockets *        | 4                        |                          |  |   |                       |                      |                      |  |    |                       |            |            |
|  |             | 5                   | Utah Jazz             | 1                  |                       |                          |                          |                          |  |   |                       |                      |                      |  |    |                       |            |            |
|  | 4           | 5                   | Utah Jazz             | 1                  | Oklahoma Thunder      | 2                        |                          |                          |  |   |                       |                      |                      |  |    |                       |            |            |
|  | 4           |                     |                       |                    | Oklahoma Thunder      | 2                        |                          |                          |  |   |                       |                      |                      |  |    |                       |            |            |
|  | 5           | Utah Jazz           | 4                     |                    |                       |                          |                          |                          |  |   |                       |                      |                      |  |    |                       |            |            |
|  | 5           | Utah Jazz           | 4                     |                    |                       |                          |                          |                          |  | 1 | Houston Rockets *     | 3                    |                      |  |    |                       |            |            |
|  |             |                     |                       | Western Conference |                       |                          |                          |                          |  | 1 | Houston Rockets *     | 3                    |                      |  |    |                       |            |            |
|  |             | 2                   | Golden St. Warriors * | 4                  |                       |                          |                          |                          |  |   |                       |                      |                      |  |    |                       |            |            |
|  | 3           | 2                   | Golden St. Warriors * | 4                  | Portland T. Blazers * | 0                        |                          |                          |  |   |                       |                      |                      |  |    |                       |            |            |
|  | 3           |                     |                       |                    | Portland T. Blazers * | 0                        |                          |                          |  |   |                       |                      |                      |  |    |                       |            |            |
|  | 6           | N. Orleans Pelicans | 4                     |                    |                       |                          |                          |                          |  |   |                       |                      |                      |  |    |                       |            |            |
|  | 6           | N. Orleans Pelicans | 4                     |                    | 6                     | N. Orleans Pelicans      | 1                        |                          |  |   |                       |                      |                      |  |    |                       |            |            |
|  |             |                     |                       |                    | 6                     | N. Orleans Pelicans      | 1                        |                          |  |   |                       |                      |                      |  |    |                       |            |            |
|  |             | 2                   | Golden St. Warriors * | 4                  |                       |                          |                          |                          |  |   |                       |                      |                      |  |    |                       |            |            |
|  | 2           | 2                   | Golden St. Warriors * | 4                  | Golden St. Warriors * | 4                        |                          |                          |  |   |                       |                      |                      |  |    |                       |            |            |
|  | 2           |                     |                       |                    | Golden St. Warriors * | 4                        |                          |                          |  |   |                       |                      |                      |  |    |                       |            |            |
|  | 7           | San Antonio Spurs   | 1                     |                    |                       |                          |                          |                          |  |   |                       |                      |                      |  |    |                       |            |            |
|  | 7           | San Antonio Spurs   | 1                     |                    |                       |                          |                          |                          |  |   |                       |                      |                      |  | W2 | Golden St. Warriors * | 4          |            |
|  |             |                     |                       |                    |                       |                          |                          |                          |  |   |                       |                      |                      |  | W2 | Golden St. Warriors * | 4          |            |
|  |             | E4                  | Cleveland Cavaliers * | 0                  |                       |                          |                          |                          |  |   |                       |                      |                      |  |    |                       |            |            |
|  | 1           | E4                  | Cleveland Cavaliers * | 0                  | Toronto Raptors *     | 4                        |                          |                          |  |   |                       |                      |                      |  |    |                       |            |            |
|  | 1           |                     |                       |                    | Toronto Raptors *     | 4                        |                          |                          |  |   |                       |                      |                      |  |    |                       |            |            |
|  | 8           | Wash. Wizards       | 2                     |                    |                       |                          |                          |                          |  |   |                       |                      |                      |  |    |                       |            |            |
|  | 8           | Wash. Wizards       | 2                     |                    | 1                     | Toronto Raptors *        | 0                        |                          |  |   |                       |                      |                      |  |    |                       |            |            |
|  |             |                     |                       |                    | 1                     | Toronto Raptors *        | 0                        |                          |  |   |                       |                      |                      |  |    |                       |            |            |
|  |             | 4                   | Cleveland Cavaliers * | 4                  |                       |                          |                          |                          |  |   |                       |                      |                      |  |    |                       |            |            |
|  | 4           | 4                   | Cleveland Cavaliers * | 4                  | Cleveland Cavaliers * | 4                        |                          |                          |  |   |                       |                      |                      |  |    |                       |            |            |
|  | 4           |                     |                       |                    | Cleveland Cavaliers * | 4                        |                          |                          |  |   |                       |                      |                      |  |    |                       |            |            |
|  | 5           | Indiana Pacers      | 3                     |                    |                       |                          |                          |                          |  |   |                       |                      |                      |  |    |                       |            |            |
|  | 5           | Indiana Pacers      | 3                     |                    |                       |                          |                          |                          |  | 4 | Cleveland Cavaliers * | 4                    |                      |  |    |                       |            |            |
|  |             |                     |                       | Eastern Conference |                       |                          |                          |                          |  | 4 | Cleveland Cavaliers * | 4                    |                      |  |    |                       |            |            |
|  |             | 2                   | Boston Celtics        | 3                  |                       |                          |                          |                          |  |   |                       |                      |                      |  |    |                       |            |            |
|  | 3           | 2                   | Boston Celtics        | 3                  | Philadelphia 76ers    | 4                        |                          |                          |  |   |                       |                      |                      |  |    |                       |            |            |
|  | 3           |                     |                       |                    | Philadelphia 76ers    | 4                        |                          |                          |  |   |                       |                      |                      |  |    |                       |            |            |
|  | 6           | Miami Heat *        | 1                     |                    |                       |                          |                          |                          |  |   |                       |                      |                      |  |    |                       |            |            |
|  | 6           | Miami Heat *        | 1                     |                    | 3                     | Philadelphia 76ers       | 1                        |                          |  |   |                       |                      |                      |  |    |                       |            |            |
|  |             |                     |                       |                    | 3                     | Philadelphia 76ers       | 1                        |                          |  |   |                       |                      |                      |  |    |                       |            |            |
|  |             | 2                   | Boston Celtics        | 4                  |                       |                          |                          |                          |  |   |                       |                      |                      |  |    |                       |            |            |
|  | 2           | 2                   | Boston Celtics        | 4                  | Boston Celtics        | 4                        |                          |                          |  |   |                       |                      |                      |  |    |                       |            |            |
|  | 2           |                     |                       |                    | Boston Celtics        | 4                        |                          |                          |  |   |                       |                      |                      |  |    |                       |            |            |
|  | 7           | Milwaukee Bucks     | 3                     |                    |                       |                          |                          |                          |  |   |                       |                      |                      |  |    |                       |            |            |

Legenda
- * Vincitore Division
- "Grassetto" Vincitore serie
- "Corsivo" Squadra con fattore campo

## Eastern Conference

### Primo turno

#### (1) Toronto Raptors - (8) Washington Wizards
RISULTATO FINALE: 4-2
| Arbitri: | Scott Foster Tony Brothers Pat Fraher |

|             |          |              |
| S. Ibaka 23 | Punti    | J. Wall 23   |
| K. Lowry 9  | Assist   | J. Wall 15   |
| S. Ibaka 12 | Rimbalzi | M. Morris 11 |

| Arbitri: | Mike Callahan Courtney Kirkland Tom Washington |

|                   |          |            |
| D. DeRozan 37     | Punti    | J. Wall 29 |
| K. Lowry 12       | Assist   | J. Wall 9  |
| J. Valančiūnas 14 | Rimbalzi | K. Oubre 5 |

| Arbitri: | Ken Mauer James Williams Gary Zielinski |

|                     |          |               |
| B. Beal, J. Wall 28 | Punti    | D. DeRozan 23 |
| J. Wall 14          | Assist   | K. Lowry 8    |
| O. Porter 8         | Rimbalzi | S. Ibaka 6    |

| Arbitri: | Derrick Stafford Derrick Collins Josh Tiven |

|                                 |          |               |
| B. Beal 31                      | Punti    | D. DeRozan 35 |
| J. Wall 14                      | Assist   | D. DeRozan 6  |
| M. Gortat, O. Porter, J. Wall 6 | Rimbalzi | S. Ibaka 10   |

| Arbitri: | Marc Davis Mark Ayotte John Goble |

|                   |          |              |
| D. DeRozan 32     | Punti    | J. Wall 26   |
| K. Lowry 10       | Assist   | J. Wall 9    |
| J. Valančiūnas 13 | Rimbalzi | M. Gortat 12 |

| Arbitri: | James Capers Sean Corbin Zach Zarba |

|              |          |                   |
| B. Beal 32   | Punti    | K. Lowry 24       |
| J. Wall 8    | Assist   | K. Lowry 6        |
| M. Morris 15 | Rimbalzi | J. Valančiūnas 12 |

PRECEDENTI IN REGULAR SEASON
| Regular Season 17–18 | Toronto Raptors | 2 – 2                                                                                | Washington Wizards |  |
| Toronto Raptors 96 Toronto Raptors 100 Washington Wizards 122 Washington Wizards 95 Punti 107 Washington Wizards 91 Washington Wizards 119 Toronto Raptors 102 Toronto Raptors |                 |                                                                                      |                    |  |
| |                 |                                                                                      |                    |  |
| Toronto Raptors 96 Toronto Raptors 100 Washington Wizards 122 Washington Wizards 95                                                                                            | Punti           | 107 Washington Wizards 91 Washington Wizards 119 Toronto Raptors 102 Toronto Raptors |                    |  |

PRECEDENTI NEI PLAYOFF
|  | Toronto Raptors | 0 – 1 | Wash. Wizards (2015) |  |

#### (2) Boston Celtics - (7) Milwaukee Bucks
RISULTATO FINALE: 4-3
| Arbitri: | Mike Callahan Brian Forte Jason Phillips |

|                                  |          |                     |
| A. Horford 24                    | Punti    | G. Antetokounmpo 35 |
| A. Horford, J. Brown, J. Tatum 4 | Assist   | G. Antetokounmpo 7  |
| A. Horford 12                    | Rimbalzi | G. Antetokounmpo 13 |

| Arbitri: | Marc Davis Mark Ayotte Sean Wright |

|             |          |                     |
| J. Brown 30 | Punti    | G. Antetokounmpo 30 |
| T. Rozier 8 | Assist   | G. Antetokounmpo 8  |
| J. Tatum 7  | Rimbalzi | G. Antetokounmpo 9  |

| Arbitri: | Scott Foster Sean Corbin Courtney Kirkland |

|                 |          |               |
| K. Middleton 23 | Punti    | A. Horford 16 |
| K. Middleton 7  | Assist   | T. Rozier 9   |
| K. Middleton 8  | Rimbalzi | G. Monroe 12  |

| Arbitri: | Ed Malloy Brent Barnaky Tom Washington |

|                                |          |              |
| G. Antetokounmpo 27            | Punti    | J. Brown 34  |
| G. Antetokounmpo, E. Bledsoe 5 | Assist   | T. Rozier 8  |
| G. Antetokounmpo, J. Parker 7  | Rimbalzi | A. Baynes 11 |

| Arbitri: | Ken Mauer Pat Fraher James Williams |

|               |          |                     |
| A. Horford 22 | Punti    | K. Middleton 23     |
| T. Rozier 5   | Assist   | G. Antetokounmpo 9  |
| A. Horford 14 | Rimbalzi | G. Antetokounmpo 10 |

| Arbitri: | Mike Callahan Tony Brothers David Guthrie |

|                     |          |               |
| G. Antetokounmpo 31 | Punti    | J. Tatum 22   |
| M. Dellavedova 6    | Assist   | T. Rozier 5   |
| G. Antetokounmpo 14 | Rimbalzi | A. Horford 10 |

| Arbitri: | Derrick Stafford John Goble Josh Tiven |

|                          |          |                    |
| A. Horford, T. Rozier 26 | Punti    | K. Middleton 32    |
| T. Rozier 9              | Assist   | G. Antetokounmpo 5 |
| A. Horford 8             | Rimbalzi | G. Antetokounmpo 9 |

PRECEDENTI IN REGULAR SEASON
| Regular Season 17–18 | Boston Celtics | 2 – 2                                                                        | Milwaukee Bucks |  |
| Boston Celtics 100 Milwaukee Bucks 89 Boston Celtics 111 Milwaukee Bucks 106 Punti 108 Milwaukee Bucks 96 Boston Celtics 100 Milwaukee Bucks 102 Boston Celtics |                |                                                                              |                 |  |
| |                |                                                                              |                 |  |
| Boston Celtics 100 Milwaukee Bucks 89 Boston Celtics 111 Milwaukee Bucks 106                                                                                    | Punti          | 108 Milwaukee Bucks 96 Boston Celtics 100 Milwaukee Bucks 102 Boston Celtics |                 |  |

PRECEDENTI NEI PLAYOFF
|  | Boston Celtics (1974, 1984, 1986, 1987) | 4 – 1 | Milwaukee Bucks (1983) |  |

#### (3) Philadelphia 76ers - (6) Miami Heat
RISULTATO FINALE: 4-1
| Arbitri: | Marc Davis Bill Kennedy Bill Spooner |

|                |          |                         |
| J.J. Redick 28 | Punti    | K. Olynyk 26            |
| B. Simmons 14  | Assist   | K. Olynyk 5             |
| E. İlyasova 14 | Rimbalzi | K. Olynyk, J. Winslow 7 |

| Arbitri: | Scott Foster Tony Brothers Karl Lane |

|                |          |                       |
| B. Simmons 24  | Punti    | D. Wade 28            |
| B. Simmons 8   | Assist   | K. Olynyk 6           |
| E. İlyasova 11 | Rimbalzi | J. Johnson, D. Wade 7 |

| Arbitri: | James Capers Tony Brown Kane Fitzgerald |

|               |          |               |
| G. Dragić 23  | Punti    | J. Embiid 23  |
| G. Dragić 8   | Assist   | B. Simmons 7  |
| J. Winslow 10 | Rimbalzi | B. Simmons 12 |

| Arbitri: | Mike Callahan Jason Phillips Kevin Scott |

|                   |          |                |
| D. Wade 25        | Punti    | J.J. Redick 24 |
| Josh Richardson 7 | Assist   | B. Simmons 10  |
| H. Whiteside 13   | Rimbalzi | B. Simmons 13  |

| Arbitri: | Derrick Stafford Eric Lewis Josh Tiven |

|                |          |              |
| J.J. Redick 27 | Punti    | K. Olynyk 18 |
| B. Simmons 6   | Assist   | K. Olynyk 6  |
| J. Embiid 12   | Rimbalzi | K. Olynyk 8  |

PRECEDENTI IN REGULAR SEASON
| Regular Season 17–18 | Philadelphia 76ers | 2 – 2                                                                     | Miami Heat |  |
| Philadelphia 76ers 103 Philadelphia 76ers 104 Miami Heat 102 Miami Heat 108 Punti 97 Miami Heat 102 Miami Heat 101 Philadelphia 76ers 99 Philadelphia 76ers |                    |                                                                           |            |  |
| |                    |                                                                           |            |  |
| Philadelphia 76ers 103 Philadelphia 76ers 104 Miami Heat 102 Miami Heat 108                                                                                 | Punti              | 97 Miami Heat 102 Miami Heat 101 Philadelphia 76ers 99 Philadelphia 76ers |            |  |

PRECEDENTI NEI PLAYOFF
|  | Philadelphia 76ers | 0 – 1 | Miami Heat (2011) |  |

#### (4) Cleveland Cavaliers - (5) Indiana Pacers
RISULTATO FINALE: 4-3
| Arbitri: | Zach Zarba Bennie Adams John Goble |

|             |          |               |
| L. James 24 | Punti    | V. Oladipo 32 |
| L. James 12 | Assist   | D. Collison 6 |
| K. Love 17  | Rimbalzi | M. Turner 8   |

| Arbitri: | Ed Malloy David Guthrie Eric Lewis |

|             |          |                           |
| L. James 46 | Punti    | V. Oladipo 22             |
| L. James 5  | Assist   | D. Collison, V. Oladipo 6 |
| L. James 12 | Rimbalzi | T. Young 6                |

| Arbitri: | Derrick Stafford Derrick Collins Josh Tiven |

|                  |          |             |
| B. Bogdanović 30 | Punti    | L. James 28 |
| V. Oladipo 7     | Assist   | L. James 8  |
| M. Turner 10     | Rimbalzi | L. James 12 |

| Arbitri: | Ken Mauer Pat Fraher Rodney Mott |

|               |          |             |
| D. Sabonis 19 | Punti    | L. James 32 |
| D. Collison 8 | Assist   | L. James 7  |
| T. Young 16   | Rimbalzi | L. James 13 |

| Arbitri: | James Capers Bill Kennedy Bill Spooner |

|                      |          |               |
| L. James 44          | Punti    | D. Sabonis 22 |
| L. James 8           | Assist   | C. Joseph 6   |
| L. James, K. Love 10 | Rimbalzi | V. Oladipo 12 |

| Arbitri: | Marc Davis Jason Phillips Sean Wright |

|               |          |             |
| V. Oladipo 28 | Punti    | L. James 22 |
| V. Oladipo 10 | Assist   | L. James 7  |
| V. Oladipo 13 | Rimbalzi | K. Love 7   |

| Arbitri: | Scott Foster Tony Brothers Kane Fitzgerald |

|                |          |               |
| L. James 45    | Punti    | V. Oladipo 30 |
| L. James 7     | Assist   | V. Oladipo 6  |
| T. Thompson 10 | Rimbalzi | V. Oladipo 12 |

PRECEDENTI IN REGULAR SEASON
| Regular Season 17–18 | Indiana Pacers | 3 – 1                                                                                | Cleveland Cavaliers |  |
| Cleveland Cavaliers 107 Indiana Pacers 106 Indiana Pacers 97 Cleveland Cavaliers 115 Punti 124 Indiana Pacers 102 Cleveland Cavaliers 95 Cleveland Cavaliers 108 Indiana Pacers |                |                                                                                      |                     |  |
| |                |                                                                                      |                     |  |
| Cleveland Cavaliers 107 Indiana Pacers 106 Indiana Pacers 97 Cleveland Cavaliers 115                                                                                            | Punti          | 124 Indiana Pacers 102 Cleveland Cavaliers 95 Cleveland Cavaliers 108 Indiana Pacers |                     |  |

PRECEDENTI NEI PLAYOFF
|  | Cleveland Cavaliers (2017) | 1 – 1 | Indiana Pacers (1998) |  |

### Semifinali

#### (1) Toronto Raptors - (4) Cleveland Cavaliers
RISULTATO FINALE: 0-4
| Arbitri: | Derrick Stafford Pat Fraher John Goble |

|                |          |             |
| D. Derozan 22  | Punti    | L. James 26 |
| K. Lowry 10    | Assist   | L. James 13 |
| Valančiūnas 21 | Rimbalzi | K. Love 13  |

| Arbitri: | Ken Mauer Kane Fitzgerald Brian Forte |

|                   |          |             |
| D. Derozan 24     | Punti    | L. James 43 |
| K. Lowry 8        | Assist   | L. James 14 |
| J. Valančiūnas 12 | Rimbalzi | K. Love 11  |

| Arbitri: | Mike Callahan Courtney Kirkland Josh Tiven |

|             |          |                   |
| L. James 38 | Punti    | K. Lowry 27       |
| L. James 7  | Assist   | K. Lowry 7        |
| K. Love 16  | Rimbalzi | J. Valančiūnas 11 |

| Arbitri: | Marc Davis Tony Brown David Guthrie |

|             |          |                              |
| L. James 29 | Punti    | J. Valančiūnas 18            |
| L. James 11 | Assist   | K. Lowry 10                  |
| L. James 8  | Rimbalzi | D. Derozan, J. Valančiūnas 5 |

PRECEDENTI IN REGULAR SEASON
| Regular Season 17–18 | Toronto Raptors | 1 – 2                                                          | Cleveland Cavaliers |  |
| Toronto Raptors 133 Cleveland Cavaliers 132 Cleveland Cavaliers 112 Punti 99 Cleveland Cavaliers 129 Toronto Raptors 106 Toronto Raptors |                 |                                                                |                     |  |
| |                 |                                                                |                     |  |
| Toronto Raptors 133 Cleveland Cavaliers 132 Cleveland Cavaliers 112                                                                      | Punti           | 99 Cleveland Cavaliers 129 Toronto Raptors 106 Toronto Raptors |                     |  |

PRECEDENTI NEI PLAYOFF
|  | Toronto Raptors | 0 – 2 | Cleveland Cavaliers (2016, 2017) |  |

#### (2) Boston Celtics - (3) Philadelphia 76ers
RISULTATO FINALE: 4-1
| Arbitri: | Marc Davis Ed Malloy Bill Spooner |

|              |          |              |
| T. Rozier 29 | Punti    | J. Embiid 31 |
| M. Smart 9   | Assist   | B. Simmons 6 |
| T. Rozier 8  | Rimbalzi | J. Embiid 13 |

| Arbitri: | Mike Callahan Jason Phillips Sean Wright |

|               |          |                |
| J. Tatum 21   | Punti    | J.J. Redick 23 |
| T. Rozier 9   | Assist   | B. Simmons 7   |
| A. Horford 12 | Rimbalzi | J. Embiid 14   |

| Arbitri: | Derrick Stafford Pat Fraher John Goble |

|              |          |              |
| J. Embiid 22 | Punti    | J. Tatum 24  |
| B. Simmons 8 | Assist   | J. Tatum 4   |
| J. Embiid 19 | Rimbalzi | A. Baynes 10 |

| Arbitri: | Scott Foster Tony Brothers Sean Corbin |

|                              |          |               |
| D. Šarić 25                  | Punti    | J. Tatum 20   |
| B. Simmons, T.J. McConnell 5 | Assist   | J. Tatum 4    |
| J. Embiid, B. Simmons 13     | Rimbalzi | A. Horford 10 |

| Arbitri: | James Capers Tom Washington Zach Zarba |

|             |          |                              |
| J. Tatum 25 | Punti    | J. Embiid, D. Šarić 27       |
| M. Smart 6  | Assist   | T.J. McConnell, B. Simmons 6 |
| A. Baynes 9 | Rimbalzi | J. Embiid 12                 |

PRECEDENTI IN REGULAR SEASON
| Regular Season 17–18 | Boston Celtics | 3 – 1                                                                             | Philadelphia 76ers |  |
| Philadelphia 76ers 92 Boston Celtics 108 Philadelphia 76ers 103 Boston Celtics 80 Punti 102 Boston Celtics 97 Philadelphia 76ers 114 Boston Celtics 89 Philadelphia 76ers |                |                                                                                   |                    |  |
| |                |                                                                                   |                    |  |
| Philadelphia 76ers 92 Boston Celtics 108 Philadelphia 76ers 103 Boston Celtics 80                                                                                         | Punti          | 102 Boston Celtics 97 Philadelphia 76ers 114 Boston Celtics 89 Philadelphia 76ers |                    |  |

PRECEDENTI NEI PLAYOFF
|  | Boston Celtics (1953, 1957, 1959, 1961, 1965, 1966, 1968, 1969, 1981, 1985, 2002, 2012) | 12 – 8 | Philadelphia 76ers (1954, 1954, 1955, 1956, 1967, 1977, 1980, 1982) |  |

### Finale

#### (2) Boston Celtics - (4) Cleveland Cavaliers
RISULTATO FINALE: 3-4
| Arbitri: | Marc Davis Pat Fraher John Goble |

|              |          |                |
| J. Brown 23  | Punti    | K. Love 17     |
| T. Rozier 8  | Assist   | L. James 9     |
| M. Morris 10 | Rimbalzi | T. Thompson 11 |

| Arbitri: | Mike Callahan Derrick Stafford Sean Wright |

|               |          |             |
| J. Brown 23   | Punti    | L. James 42 |
| M. Smart 9    | Assist   | L. James 12 |
| A. Horford 10 | Rimbalzi | K. Love 15  |

| Arbitri: | James Capers Josh Tiven Zach Zarba |

|             |          |              |
| L. James 27 | Punti    | J. Tatum 18  |
| L. James 12 | Assist   | M. Smart 6   |
| K. Love 14  | Rimbalzi | A. Horford 7 |

| Arbitri: | Scott Foster Bill Kennedy Eric Lewis |

|                                          |          |                         |
| L. James 44                              | Punti    | J. Brown 25             |
| L. James, K. Love, G. Hill, J.R. Smith 3 | Assist   | T. Rozier 11            |
| T. Thompson 12                           | Rimbalzi | A. Horford, A. Baynes 7 |

| Arbitri: | Ken Mauer Ed Malloy Jason Phillips |

|               |          |             |
| J. Tatum 24   | Punti    | L. James 26 |
| T. Rozier 6   | Assist   | L. James 5  |
| A. Horford 12 | Rimbalzi | L. James 10 |

| Arbitri: | Mike Callahan John Goble Derrick Stafford |

|             |          |              |
| L. James 46 | Punti    | T. Rozier 28 |
| L. James 9  | Assist   | M. Smart 8   |
| L. James 11 | Rimbalzi | A. Horford 9 |

| Arbitri: | Marc Davis James Capers Zach Zarba |

|              |          |             |
| J. Tatum 24  | Punti    | L. James 35 |
| M. Smart 7   | Assist   | L. James 9  |
| M. Morris 12 | Rimbalzi | L. James 15 |

PRECEDENTI IN REGULAR SEASON
| Regular Season 17–18 | Boston Celtics | 1 – 2                                                       | Cleveland Cavaliers |  |
| Cleveland Cavaliers 102 Boston Celtics 102 Boston Celtics 99 Punti 99 Boston Celtics 88 Boston Celtics 121 Cleveland Cavaliers |                |                                                             |                     |  |
| |                |                                                             |                     |  |
| Cleveland Cavaliers 102 Boston Celtics 102 Boston Celtics 99                                                                   | Punti          | 99 Boston Celtics 88 Boston Celtics 121 Cleveland Cavaliers |                     |  |

PRECEDENTI NEI PLAYOFF
|  | Boston Celtics (1976, 1985, 2008, 2010) | 4 – 3 | Cleveland Cavaliers (1992, 2015, 2017) |  |

## Western Conference

### Primo turno

#### (1) Houston Rockets - (8) Minnesota Timberwolves
RISULTATO FINALE: 4-1
| Arbitri: | Ken Mauer Tony Brown James Williams |

|              |          |               |
| J. Harden 44 | Punti    | A. Wiggins 18 |
| J. Harden 8  | Assist   | J. Teague 8   |
| C. Capela 12 | Rimbalzi | K.A. Towns 12 |

| Arbitri: | Derrick Stafford Pat Fraher Mark Lindsay |

|               |          |                        |
| Chris Paul 27 | Punti    | N. Bjelica 16          |
| Chris Paul 8  | Assist   | T. Jones, A. Wiggins 3 |
| C. Capela 16  | Rimbalzi | K.A. Towns 10          |

| Arbitri: | Marc Davis Kevin Cutler Bill Kennedy |

|               |          |              |
| J. Butler 28  | Punti    | J. Harden 29 |
| J. Teague 8   | Assist   | J. Harden 7  |
| K.A. Towns 16 | Rimbalzi | C. Capela 11 |

| Arbitri: | James Capers Mark Ayotte David Guthrie |

|                        |          |              |
| K.A. Towns 22          | Punti    | J. Harden 36 |
| J. Butler, J. Teague 5 | Assist   | Chris Paul 6 |
| K.A. Towns 15          | Rimbalzi | C. Capela 17 |

| Arbitri: | Zach Zarba Brian Forte Sean Wright |

|              |          |               |
| C. Capela 26 | Punti    | K.A. Towns 23 |
| J. Harden 12 | Assist   | J. Teague 7   |
| C. Capela 15 | Rimbalzi | K.A. Towns 14 |

PRECEDENTI NEI PLAYOFF
|  | Houston Rockets (1997) | 1 – 0 | Minnesota T'wolves |  |

Serie di Playoff precedenti: (1–0 Houston)

| Ultimo incontro Playoff | Houston Rockets | 3 – 0 | Minnesota Timberwolves | Primo turno Western Conference 1997 |

#### (2) Golden State Warriors - (7) San Antonio Spurs
RISULTATO FINALE: 4-1
| Arbitri: | James Capers Kane Fitzgerald Ron Garretson |

|                       |          |            |
| K. Thompson 27        | Punti    | R. Gay 15  |
| D. Green 11           | Assist   | P. Gasol 4 |
| K. Durant, D. Green 8 | Rimbalzi | R. Gay 6   |

| Arbitri: | Ed Malloy Brent Barnaky Eric Lewis |

|                         |          |                    |
| K. Durant 32            | Punti    | L. Aldridge 34     |
| K. Durant, D. Green 6   | Assist   | cinque giocatori 3 |
| A. Iguodala, J. McGee 7 | Rimbalzi | L. Aldridge 12     |

| Arbitri: | Zach Zarba Rodney Mott Sean Wright |

|                          |          |              |
| L. Aldridge 18           | Punti    | K. Durant 26 |
| L. Aldridge, D. Murray 4 | Assist   | D. Green 7   |
| L. Aldridge 10           | Rimbalzi | K. Durant 9  |

| Arbitri: | Scott Foster Tony Brothers Brian Forte |

|                         |          |              |
| L. Aldridge 22          | Punti    | K. Durant 34 |
| E. Ginobili, P. Mills 5 | Assist   | D. Green 9   |
| L. Aldridge 10          | Rimbalzi | D. Green 18  |

| Arbitri: | Mike Callahan Tony Brown Jason Phillips |

|              |          |                |
| K. Durant 25 | Punti    | L. Aldridge 30 |
| D. Green 7   | Assist   |                |
| D. Green 19  | Rimbalzi | L. Aldridge 12 |

PRECEDENTI IN REGULAR SEASON
| Regular Season 17–18 | Golden State Warriors | 3 – 1                                                                                          | San Antonio Spurs |  |
| San Antonio Spurs 92 Golden State Warriors 122 Golden State Warriors 110 San Antonio Spurs 89 Punti 112 Golden State Warriors 105 San Antonio Spurs 107 San Antonio Spurs 75 Golden State Warriors |                       |                                                                                                |                   |  |
| |                       |                                                                                                |                   |  |
| San Antonio Spurs 92 Golden State Warriors 122 Golden State Warriors 110 San Antonio Spurs 89 | Punti                 | 112 Golden State Warriors 105 San Antonio Spurs 107 San Antonio Spurs 75 Golden State Warriors |                   |  |

PRECEDENTI NEI PLAYOFF
|  | G.S. Warriors (1991, 2017) | 2 – 1 | San Antonio Spurs (2013) |  |

#### (3) Portland Trail Blazers - (6) New Orleans Pelicans
RISULTATO FINALE: 0-4
| Arbitri: | Ed Malloy Eric Lewis Mark Lindsay |

|                  |          |             |
| C.J. McCollum 19 | Punti    | A. Davis 35 |
| D. Lillard 7     | Assist   | R. Rondo 17 |
| E. Davis 13      | Rimbalzi | A. Davis 14 |

| Arbitri: | Zach Zarba Sean Corbin John Goble |

|                  |          |                        |
| C.J. McCollum 22 | Punti    | J. Holiday 33          |
| C.J. McCollum 6  | Assist   | A. Davis 13            |
| A.F. Aminu 15    | Rimbalzi | J. Holiday, R. Rondo 9 |

| Arbitri: | Mike Callahan Jason Phillips Tom Washington |

|               |          |                        |
| N. Mirotić 30 | Punti    | C.J. McCollum 22       |
| R. Rondo 11   | Assist   | M. Harkless 4          |
| A. Davis 11   | Rimbalzi | A.F. Aminu, E. Davis 8 |

| Arbitri: | James Capers Kane Fitzgerald Ron Garretson |

|                         |          |                  |
| A. Davis 47             | Punti    | C.J. McCollum 38 |
| R. Rondo 16             | Assist   | D. Lillard 6     |
| A. Davis, N. Mirotić 11 | Rimbalzi | J. Nurkić 11     |

PRECEDENTI IN REGULAR SEASON
| Regular Season 17–18 | Portland Trail Blazers | 2 – 2                                                                                                  | New Orleans Pelicans |  |
| Portland Trail Blazers 103 Portland Trail Blazers 116 New Orleans Pelicans 119 New Orleans Pelicans 103 Punti 93 New Orleans Pelicans 123 New Orleans Pelicans 113 Portland Trail Blazers 107 Portland Trail Blazers |                        | |                      |  |
| |                        | |                      |  |
| Portland Trail Blazers 103 Portland Trail Blazers 116 New Orleans Pelicans 119 New Orleans Pelicans 103 | Punti                  | 93 New Orleans Pelicans 123 New Orleans Pelicans 113 Portland Trail Blazers 107 Portland Trail Blazers |                      |  |

PRECEDENTI NEI PLAYOFF

Si è trattata della prima sfida tra le due squadre ai playoff.

#### (4) Oklahoma City Thunder - (5) Utah Jazz
RISULTATO FINALE: 2-4
| Arbitri: | Derrick Stafford David Guthrie Josh Tiven |

|                 |          |                |
| P. George 36    | Punti    | D. Mitchell 27 |
| R. Westbrook 8  | Assist   | R. Rubio 5     |
| R. Westbrook 13 | Rimbalzi | D. Mitchell 10 |

| Arbitri: | Ken Mauer James Williams Gary Zielinski |

|                 |          |                |
| R. Westbrook 19 | Punti    | D. Mitchell 28 |
| R. Westbrook 13 | Assist   | R. Rubio 9     |
| P. George 10    | Rimbalzi | D. Favors 16   |

| Arbitri: | Zach Zarba Bennie Adams John Goble |

|              |          |                 |
| R. Rubio 26  | Punti    | P. George 23    |
| R. Rubio 10  | Assist   | R. Westbrook 9  |
| R. Gobert 12 | Rimbalzi | R. Westbrook 11 |

| Arbitri: | Marc Davis Bill Kennedy Bill Spooner |

|                |          |                 |
| D. Mitchell 33 | Punti    | P. George 32    |
| R. Rubio 8     | Assist   | R. Westbrook 3  |
| R. Gobert 10   | Rimbalzi | R. Westbrook 14 |

| Arbitri: | Ed Malloy Kane Fitzgerald Tom Washington |

|                 |          |               |
| R. Westbrook 45 | Punti    | J. Crowder 27 |
| R. Westbrook 7  | Assist   | R. Rubio 7    |
| R. Westbrook 15 | Rimbalzi | R. Rubio 12   |

| Arbitri: | Scott Foster Ron Garretson Eric Lewis |

|                |          |                 |
| D. Mitchell 38 | Punti    | R. Westbrook 46 |
| J. Ingles 5    | Assist   | P. George 8     |
| R. Gobert 13   | Rimbalzi | S. Adams 16     |

PRECEDENTI IN REGULAR SEASON
| Incontri Regular Season 17–18 | Oklahoma City Thunder | 3 – 1                                                                        | Utah Jazz |  |
| Utah Jazz 96 Oklahoma City Thunder 100 Oklahoma City Thunder 107 Utah Jazz 89 Punti 87 Oklahoma City Thunder 94 Utah Jazz 79 Utah Jazz 103 Oklahoma City Thunder |                       |                                                                              |           |  |
| |                       |                                                                              |           |  |
| Utah Jazz 96 Oklahoma City Thunder 100 Oklahoma City Thunder 107 Utah Jazz 89                                                                                    | Punti                 | 87 Oklahoma City Thunder 94 Utah Jazz 79 Utah Jazz 103 Oklahoma City Thunder |           |  |

PRECEDENTI NEI PLAYOFF
|  | Oklahoma Thunder (1993, 1996) | 2 – 2 | Utah Jazz (1992, 2000) |  |

### Semifinali

#### (1) Houston Rockets - (5) Utah Jazz
RISULTATO FINALE: 4-1
| Arbitri: | James Capers Tom Washington Zach Zarba |

|              |          |                            |
| J. Harden 41 | Punti    | J. Crowder, D. Mitchell 21 |
| J. Harden 7  | Assist   | J. Ingles, D. Mitchell 5   |
| C. Capela 12 | Rimbalzi | R. Gobert 9                |

| Arbitri: | Scott Foster Bennie Adams Tony Brothers |

|              |          |                |
| J. Harden 32 | Punti    | J. Ingles 27   |
| J. Harden 11 | Assist   | D. Mitchell 11 |
| C. Capela 11 | Rimbalzi | R. Gobert 14   |

| Arbitri: | Marc Davis Ron Garretson Ed Malloy |

|               |          |                         |
| R. O'Neale 17 | Punti    | E. Gordon, J. Harden 25 |
| R. Neto 4     | Assist   | J. Harden 12            |
| R. Gobert 9   | Rimbalzi | C. Capela 8             |

| Arbitri: | Ken Mauer Bill Kennedy James Williams |

|                |          |              |
| D. Mitchell 25 | Punti    | C. Paul 27   |
| J. Ingles 4    | Assist   | C. Paul 6    |
| R. Gobert 10   | Rimbalzi | C. Capela 15 |

| Arbitri: | Mike Callahan John Goble Eric Lewis |

|            |          |                |
| C. Paul 41 | Punti    | D. Mitchell 24 |
| C. Paul 10 | Assist   | D. Mitchell 9  |
| C. Paul 7  | Rimbalzi | R. Gobert 9    |

PRECEDENTI IN REGULAR SEASON
| Regular Season 17–18 | Houston Rockets | 4 – 0                                                             | Utah Jazz |  |
| Houston Rockets 137 Utah Jazz 101 Houston Rockets 120 Utah Jazz 85 Punti 110 Utah Jazz 112 Houston Rockets 99 Utah Jazz 96 Houston Rockets |                 |                                                                   |           |  |
| |                 |                                                                   |           |  |
| Houston Rockets 137 Utah Jazz 101 Houston Rockets 120 Utah Jazz 85                                                                         | Punti           | 110 Utah Jazz 112 Houston Rockets 99 Utah Jazz 96 Houston Rockets |           |  |

PRECEDENTI NEI PLAYOFF
|  | Houston Rockets (1994, 1995) | 2 – 5 | Utah Jazz (1985, 1997, 1998, 2007, 2008) |  |

#### (2) Golden State Warriors - (6) New Orleans Pelicans
RISULTATO FINALE: 4-1
| Arbitri: | Ken Mauer Bill Kennedy James Williams |

|                |          |             |
| K. Thompson 27 | Punti    | A. Davis 21 |
| D. Green 11    | Assist   | R. Rondo 11 |
| D. Green 15    | Rimbalzi | A. Davis 10 |

| Arbitri: | Mike Callahan Jason Phillips Sean Wright |

|              |          |             |
| K. Durant 29 | Punti    | A. Davis 25 |
| D. Green 12  | Assist   | R. Rondo 12 |
| D. Green 9   | Rimbalzi | A. Davis 15 |

| Arbitri: | Scott Foster Mark Ayotte Eric Lewis |

|             |          |                |
| A. Davis 33 | Punti    | K. Thompson 26 |
| R. Rondo 21 | Assist   | D. Green 9     |
| A. Davis 18 | Rimbalzi | D. Green 12    |

| Arbitri: | James Capers Tom Washington Zach Zarba |

|             |          |                       |
| A. Davis 26 | Punti    | K. Durant 38          |
| R. Rondo 6  | Assist   | D. Green 9            |
| A. Davis 12 | Rimbalzi | K. Durant, D. Green 9 |

| Arbitri: | Derrick Stafford Ed Malloy Josh Tiven |

|             |          |               |
| S. Curry 28 | Punti    | A. Davis 34   |
| D. Green 9  | Assist   | J. Holiday 11 |
| D. Green 14 | Rimbalzi | A. Davis 19   |

PRECEDENTI IN REGULAR SEASON
| Regular Season 17–18 | Golden State Warriors | 3 – 1                                                                                                | New Orleans Pelicans |  |
| New Orleans Pelicans 120 Golden State Warriors 110 New Orleans Pelicans 115 Golden State Warriors 120 Punti 128 Golden State Warriors 95 New Orleans Pelicans 125 Golden State Warriors 126 New Orleans Pelicans |                       | |                      |  |
| |                       | |                      |  |
| New Orleans Pelicans 120 Golden State Warriors 110 New Orleans Pelicans 115 Golden State Warriors 120 | Punti                 | 128 Golden State Warriors 95 New Orleans Pelicans 125 Golden State Warriors 126 New Orleans Pelicans |                      |  |

PRECEDENTI NEI PLAYOFF
|  | G.S. Warriors (2015) | 1 – 0 | N.O. Pelicans |  |

### Finale

#### (1) Houston Rockets - (2) Golden State Warriors
RISULTATO FINALE: 3-4
| Arbitri: | Scott Foster Tony Brothers Tom Washington |

|              |          |              |
| J. Harden 41 | Punti    | K. Durant 37 |
| J. Harden 7  | Assist   | D. Green 9   |
| C. Paul 11   | Rimbalzi | D. Green 9   |

| Arbitri: | Ken Mauer David Guthrie Ed Malloy |

|                         |          |              |
| E. Gordon, J. Harden 27 | Punti    | K. Durant 38 |
| T. Ariza, C. Paul 6     | Assist   | S. Curry 7   |
| C. Capela, J. Harden 10 | Rimbalzi | S. Curry 7   |

| Arbitri: | Marc Davis Sean Corbin Jason Phillips |

|                       |          |              |
| S. Curry 35           | Punti    | J. Harden 20 |
| K. Durant, D. Green 6 | Assist   | J. Harden 9  |
| D. Green 17           | Rimbalzi | C. Paul 10   |

| Arbitri: | Mike Callahan Kane Fitzgerald Derrick Stafford |

|             |          |                      |
| S. Curry 28 | Punti    | J. Harden 30         |
| D. Green 8  | Assist   | J. Harden, C. Paul 4 |
| D. Green 13 | Rimbalzi | P.J. Tucker 16       |

| Arbitri: | James Capers Eric Lewis Zach Zarba |

|              |          |              |
| E. Gordon 24 | Punti    | K. Durant 29 |
| C. Paul 6    | Assist   | S. Curry 6   |
| C. Capela 14 | Rimbalzi | D. Green 15  |

| Arbitri: | Ken Mauer David Guthrie Ed Malloy |

|                |          |              |
| K. Thompson 35 | Punti    | J. Harden 32 |
| D. Green 9     | Assist   | J. Harden 9  |
| D. Green 10    | Rimbalzi | C. Capela 15 |

| Arbitri: | Scott Foster Mike Callahan Derrick Stafford |

|                        |          |              |
| J. Harden 32           | Punti    | K. Durant 34 |
| J. Harden, E. Gordon 6 | Assist   | S. Curry 10  |
| P.J. Tucker 12         | Rimbalzi | D. Green 13  |

PRECEDENTI IN REGULAR SEASON
| Regular Season 17–18 | Houston Rockets | 2 – 1                                                                   | Golden State Warriors |  |
| Golden State Warriors 121 Houston Rockets 114 Houston Rockets 116 Punti 122 Houston Rockets 124 Golden State Warriors 108 Golden State Warriors |                 |                                                                         |                       |  |
| |                 |                                                                         |                       |  |
| Golden State Warriors 121 Houston Rockets 114 Houston Rockets 116                                                                               | Punti           | 122 Houston Rockets 124 Golden State Warriors 108 Golden State Warriors |                       |  |

PRECEDENTI NEI PLAYOFF
|  | Houston Rockets | 0 – 2 | G.S. Warriors (2015, 2016) |  |

## NBA Finals 2018
Nota:Tutti gli orari sono in ora italiana.

### Golden State Warriors - Cleveland Cavaliers
RISULTATO FINALE
|  | G.S. Warriors | 4 – 0 | Cleveland Cavaliers |  |

PRECEDENTI IN REGULAR SEASON
| Regular Season 17–18                                                                                    | G.S. Warriors | 2 – 0                                            | Cleveland Cavaliers |  |
| Golden State Warriors 99 Cleveland Cavaliers 108 Punti 92 Cleveland Cavaliers 118 Golden State Warriors |               |                                                  |                     |  |
| |               |                                                  |                     |  |
| Golden State Warriors 99 Cleveland Cavaliers 108                                                        | Punti         | 92 Cleveland Cavaliers 118 Golden State Warriors |                     |  |

PRECEDENTI NEI PLAYOFF
|  | G.S. Warriors (2015, 2017) | 2 – 1 | Cleveland Cavaliers (2016) |  |

#### Roster
| \| Pos. \| Num. \| Naz. \| Nome \| Altezza \| Peso \| Data nascita \| Provenienza \| \| ---- \| ---- \| ---- \| ------------------- \| ------- \| ------ \| ------------ \| ------------------- \| \| AG/C \| 2 \| \| Bell, Jordan \| 206 cm \| 102 kg \| 07-01-1995 \| Oregon \| \| AG \| 25 \| \| Boucher, Chris (TW) \| 208 cm \| 91 kg \| 11-01-1993 \| Oregon \| \| P \| 4 \| \| Cook, Quinn \| 188 cm \| 81 kg \| 23-03-1993 \| Duke \| \| P \| 30 \| \| Curry, Stephen (C) \| 191 cm \| 86 kg \| 14-03-1988 \| Davidson \| \| AP \| 35 \| \| Durant, Kevin \| 206 cm \| 100 kg \| 29-09-1988 \| Texas \| \| AG \| 23 \| \| Green, Draymond \| 201 cm \| 104 kg \| 04-03-1990 \| Michigan State \| \| G/AP \| 9 \| \| Iguodala, Andre \| 198 cm \| 97 kg \| 28-01-1984 \| Arizona \| \| C \| 15 \| \| Jones, Damian \| 213 cm \| 111 kg \| 30-06-1995 \| Vanderbilt \| \| P/G \| 34 \| \| Livingston, Shaun \| 201 cm \| 87 kg \| 11-09-1985 \| Peoria Central HS \| \| AG/C \| 5 \| \| Looney, Kevon \| 206 cm \| 100 kg \| 06-02-1996 \| UCLA \| \| G/AP \| 0 \| \| McCaw, Patrick \| 198 cm \| 82 kg \| 25-10-1995 \| UNLV \| \| C \| 1 \| \| McGee, JaVale \| 213 cm \| 122 kg \| 19-01-1988 \| Nevada \| \| C \| 27 \| \| Pachulia, Zaza \| 211 cm \| 125 kg \| 10-02-1984 \| Georgia \| \| G \| 11 \| \| Thompson, Klay \| 201 cm \| 98 kg \| 08-02-1990 \| Washington State \| \| AG \| 3 \| \| West, David \| 206 cm \| 113 kg \| 29-08-1980 \| Xavier \| \| G/AP \| 6 \| \| Young, Nick \| 201 cm \| 95 kg \| 01-06-1985 \| Southern California \| | Allenatore - Steve Kerr Assistente/i - Ron Adams - Jarron Collins - Mike Brown - Chris DeMarco - Bruce Fraser - Willie Green Legenda - (C) Capitano - (FA) Free agent - (S) Sospeso - (GL) Assegnato a squadra G League affiliata - (TW) Contratto Two-way - Infortunato Roster • Transazioni · Ultima transazione: 10 aprile 2018 |                        |                     |         |        |              |                     |
| Pos. | Num. | Naz.                   | Nome                | Altezza | Peso   | Data nascita | Provenienza         |
| AG/C | 2 | Stati Uniti (bandiera) | Bell, Jordan        | 206 cm  | 102 kg | 07-01-1995   | Oregon              |
| AG | 25 | Canada (bandiera)      | Boucher, Chris (TW) | 208 cm  | 91 kg  | 11-01-1993   | Oregon              |
| P | 4 | Stati Uniti (bandiera) | Cook, Quinn         | 188 cm  | 81 kg  | 23-03-1993   | Duke                |
| P | 30 | Stati Uniti (bandiera) | Curry, Stephen (C)  | 191 cm  | 86 kg  | 14-03-1988   | Davidson            |
| AP | 35 | Stati Uniti (bandiera) | Durant, Kevin       | 206 cm  | 100 kg | 29-09-1988   | Texas               |
| AG | 23 | Stati Uniti (bandiera) | Green, Draymond     | 201 cm  | 104 kg | 04-03-1990   | Michigan State      |
| G/AP | 9 | Stati Uniti (bandiera) | Iguodala, Andre     | 198 cm  | 97 kg  | 28-01-1984   | Arizona             |
| C | 15 | Stati Uniti (bandiera) | Jones, Damian       | 213 cm  | 111 kg | 30-06-1995   | Vanderbilt          |
| P/G | 34 | Stati Uniti (bandiera) | Livingston, Shaun   | 201 cm  | 87 kg  | 11-09-1985   | Peoria Central HS   |
| AG/C | 5 | Stati Uniti (bandiera) | Looney, Kevon       | 206 cm  | 100 kg | 06-02-1996   | UCLA                |
| G/AP | 0 | Stati Uniti (bandiera) | McCaw, Patrick      | 198 cm  | 82 kg  | 25-10-1995   | UNLV                |
| C | 1 | Stati Uniti (bandiera) | McGee, JaVale       | 213 cm  | 122 kg | 19-01-1988   | Nevada              |
| C | 27 | Georgia (bandiera)     | Pachulia, Zaza      | 211 cm  | 125 kg | 10-02-1984   | Georgia             |
| G | 11 | Stati Uniti (bandiera) | Thompson, Klay      | 201 cm  | 98 kg  | 08-02-1990   | Washington State    |
| AG | 3 | Stati Uniti (bandiera) | West, David         | 206 cm  | 113 kg | 29-08-1980   | Xavier              |
| G/AP | 6 | Stati Uniti (bandiera) | Young, Nick         | 201 cm  | 95 kg  | 01-06-1985   | Southern California |

| \| Pos. \| Num. \| Naz. \| Nome \| Altezza \| Peso \| Data nascita \| Provenienza \| \| ---- \| ---- \| ---- \| ---------------------- \| ------- \| ------ \| ------------ \| -------------------------------- \| \| P \| 81 \| \| Calderón, José \| 190 cm \| 91 kg \| 28-09-1981 \| Spagna \| \| G \| 1 \| \| Hood, Rodney \| 203 cm \| 93 kg \| 20-10-1992 \| Duke \| \| P \| 3 \| \| Hill, George \| 191 cm \| 85 kg \| 24-05-1986 \| IUPUI \| \| A \| 32 \| \| Green, Jeff \| 206 cm \| 106 kg \| 28-08-1986 \| Georgetown \| \| G/AP \| 10 \| \| Holland, John (TW) \| 193 cm \| 93 kg \| 06-11-1988 \| Boston University \| \| AP \| 23 \| \| James, LeBron (C) \| 203 cm \| 113 kg \| 30-12-1984 \| St. Vincent-St. Mary High School \| \| G/AP \| 26 \| \| Korver, Kyle \| 201 cm \| 96 kg \| 17-03-1981 \| Creighton \| \| AG/C \| 0 \| \| Love, Kevin (C) \| 205 cm \| 110 kg \| 07-09-1988 \| UCLA \| \| AP \| 16 \| \| Osman, Cedi \| 203 cm \| 88 kg \| 08-04-1995 \| Turchia \| \| C \| 21 \| \| Perkins, Kendrick \| 208 cm \| 122 kg \| 10-11-1984 \| Clifton J. Ozen High School \| \| P \| 15 \| \| Perrantes, London (TW) \| 188 cm \| 86 kg \| 03-10-1994 \| Virginia \| \| G \| 5 \| \| Smith, J. R. \| 198 cm \| 100 kg \| 09-09-1985 \| Saint Benedict's Prep School \| \| AG/C \| 13 \| \| Thompson, Tristan \| 206 cm \| 108 kg \| 13-03-1991 \| Texas \| \| C \| 41 \| \| Žižić, Ante \| 211 cm \| 115 kg \| 04-01-1997 \| Croazia \| \| AG \| 22 \| \| Nance, Larry \| 206 cm \| 104 kg \| 01-01-1993 \| Wyoming \| \| P \| 8 \| \| Clarkson, Jordan \| 196 cm \| 88 kg \| 07-06-1992 \| Missouri \| \| AG \| 9 \| \| White, Okaro \| 203 cm \| 98 kg \| 13-08-1992 \| Florida State \| | Allenatore - Tyronn Lue Assistente/i - Larry Drew (Assoc. HC) - Jim Boylan - Phil Handy - Damon Jones - Mike Longabardi - James Posey - Vitalij Potapenko Legenda - (C) Capitano - (FA) Free agent - (S) Sospeso - (TW) Contratto Two-way - (GL) Assegnato a squadra G League affiliata - Infortunato Roster • Transazioni · Ultima transazione: 11 aprile 2018 |                        |                        |         |        |              |                                  |
| Pos. | Num. | Naz.                   | Nome                   | Altezza | Peso   | Data nascita | Provenienza                      |
| P | 81 | Spagna (bandiera)      | Calderón, José         | 190 cm  | 91 kg  | 28-09-1981   | Spagna                           |
| G | 1 | Stati Uniti (bandiera) | Hood, Rodney           | 203 cm  | 93 kg  | 20-10-1992   | Duke                             |
| P | 3 | Stati Uniti (bandiera) | Hill, George           | 191 cm  | 85 kg  | 24-05-1986   | IUPUI                            |
| A | 32 | Stati Uniti (bandiera) | Green, Jeff            | 206 cm  | 106 kg | 28-08-1986   | Georgetown                       |
| G/AP | 10 | Porto Rico (bandiera)  | Holland, John (TW)     | 193 cm  | 93 kg  | 06-11-1988   | Boston University                |
| AP | 23 | Stati Uniti (bandiera) | James, LeBron (C)      | 203 cm  | 113 kg | 30-12-1984   | St. Vincent-St. Mary High School |
| G/AP | 26 | Stati Uniti (bandiera) | Korver, Kyle           | 201 cm  | 96 kg  | 17-03-1981   | Creighton                        |
| AG/C | 0 | Stati Uniti (bandiera) | Love, Kevin (C)        | 205 cm  | 110 kg | 07-09-1988   | UCLA                             |
| AP | 16 | Turchia (bandiera)     | Osman, Cedi            | 203 cm  | 88 kg  | 08-04-1995   | Turchia                          |
| C | 21 | Stati Uniti (bandiera) | Perkins, Kendrick      | 208 cm  | 122 kg | 10-11-1984   | Clifton J. Ozen High School      |
| P | 15 | Stati Uniti (bandiera) | Perrantes, London (TW) | 188 cm  | 86 kg  | 03-10-1994   | Virginia                         |
| G | 5 | Stati Uniti (bandiera) | Smith, J. R.           | 198 cm  | 100 kg | 09-09-1985   | Saint Benedict's Prep School     |
| AG/C | 13 | Canada (bandiera)      | Thompson, Tristan      | 206 cm  | 108 kg | 13-03-1991   | Texas                            |
| C | 41 | Croazia (bandiera)     | Žižić, Ante            | 211 cm  | 115 kg | 04-01-1997   | Croazia                          |
| AG | 22 | Stati Uniti (bandiera) | Nance, Larry           | 206 cm  | 104 kg | 01-01-1993   | Wyoming                          |
| P | 8 | Stati Uniti (bandiera) | Clarkson, Jordan       | 196 cm  | 88 kg  | 07-06-1992   | Missouri                         |
| AG | 9 | Stati Uniti (bandiera) | White, Okaro           | 203 cm  | 98 kg  | 13-08-1992   | Florida State                    |

#### Risultati
| Arbitri: | Ken Mauer Tony Brothers Ed Malloy |

|                                                                                            |            |                                                                                                   |
| S. Curry 29                                                                                | Punti      | L. James 51                                                                                       |
| S. Curry, D. Green 11                                                                      | Assist     | L. James 8                                                                                        |
| D. Green 11                                                                                | Rimbalzi   | K. Love 13                                                                                        |
| Curry, Durant, Green, Looney, Thompson (Bell, Cook, Livingston, McCaw, McGee, West, Young) | Formazioni | Hill, James, Love, Smith, Thompson (Calderón, Clarkson, Green, Hood, Korver, Nance, Osman, Žižić) |

| Arbitri: | Mike Callahan David Guthrie Derrick Stafford |

| |            |                                                                                                   |
| S. Curry 33                                                                                          | Punti      | L. James 29                                                                                       |
| S. Curry 8                                                                                           | Assist     | L. James 13                                                                                       |
| K. Durant 9                                                                                          | Rimbalzi   | K. Love 10                                                                                        |
| Curry, Durant, Green, McGee, Thompson (Bell, Cook, Livingston, Looney, McCaw, Pachulia, West, Young) | Formazioni | Hill, James, Love, Smith, Thompson (Calderón, Clarkson, Green, Hood, Korver, Nance, Osman, Žižić) |

| Arbitri: | Marc Davis John Goble Zach Zarba |

|                                                                 |            |                                                                                                |
| L. James 33                                                     | Punti      | K. Durant 43                                                                                   |
| L. James 11                                                     | Assist     | D. Green 9                                                                                     |
| K. Love 13                                                      | Rimbalzi   | K. Durant 13                                                                                   |
| Hill, James, Love, Smith, Thompson (Green, Hood, Korver, Nance) | Formazioni | Curry, Durant, Green, McGee, Thompson (Bell, Iguodala, Livingston, Looney, McCaw, West, Young) |

| Arbitri: | Scott Foster James Capers Jason Phillips |

|                                                                                                   |            | |
| L. James 23                                                                                       | Punti      | S. Curry 37                                                                                              |
| L. James 8                                                                                        | Assist     | K. Durant 10                                                                                             |
| K. Love 9                                                                                         | Rimbalzi   | K. Durant 12                                                                                             |
| Hill, James, Love, Smith, Thompson (Calderón, Clarkson, Green, Hood, Korver, Nance, Osman, Žižić) | Formazioni | Curry, Durant, Green, McGee, Thompson (Bell, Iguodala, Livingston, Looney, McCaw, Pachulia, West, Young) |

| Campione NBA 2018               |
| ------------------------------- |
| Golden State Warriors 6º titolo |

#### MVP delle Finali
- #35 Kevin Durant, Golden State Warriors.

## Squadra vincitrice

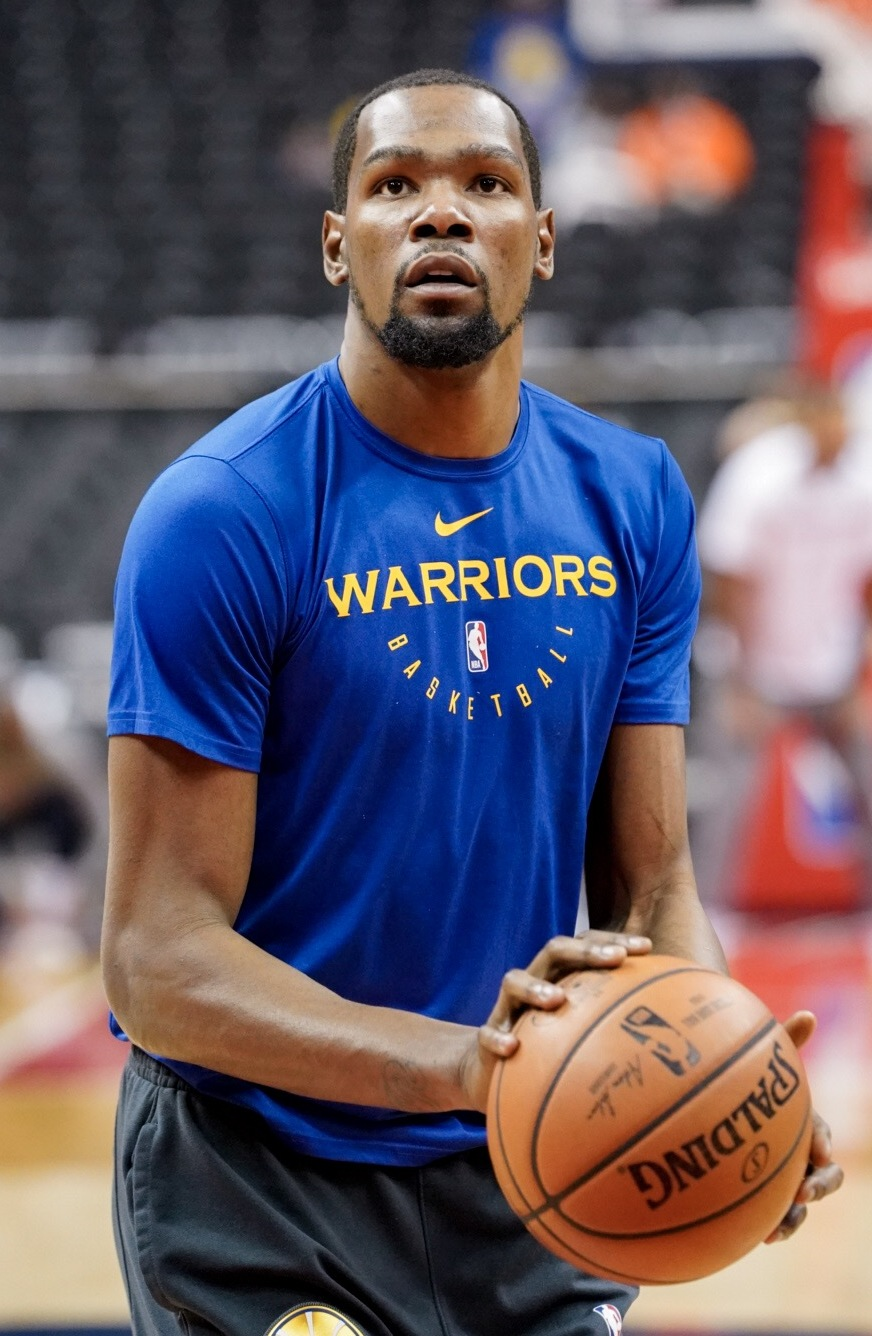
1. 35 Kevin Durant, Golden State Warriors.

| N° | Naz.                   | Ruolo | Sportivo         | Anno | Alt. | Peso |
| -- | ---------------------- | ----- | ---------------- | ---- | ---- | ---- |
| 0  | Stati Uniti (bandiera) | G     | Patrick McCaw    | 1995 | 198  | 82   |
| 1  | Stati Uniti (bandiera) | C     | JaVale McGee     | 1988 | 213  | 122  |
| 2  | Stati Uniti (bandiera) | AG    | Jordan Bell      | 1995 | 206  | 102  |
| 3  | Stati Uniti (bandiera) | AG    | David West       | 1980 | 206  | 113  |
| 4  | Stati Uniti (bandiera) | P     | Quinn Cook       | 1993 | 188  | 81   |
| 5  | Stati Uniti (bandiera) | AG    | Kevon Looney     | 1996 | 206  | 100  |
| 6  | Stati Uniti (bandiera) | G     | Nick Young       | 1985 | 201  | 95   |
| 9  | Stati Uniti (bandiera) | G     | Andre Iguodala   | 1984 | 198  | 97   |
| 11 | Stati Uniti (bandiera) | G     | Klay Thompson    | 1990 | 201  | 98   |
| 15 | Stati Uniti (bandiera) | C     | Damian Jones     | 1995 | 213  | 111  |
| 23 | Stati Uniti (bandiera) | AG    | Draymond Green   | 1990 | 201  | 104  |
| 25 | Canada (bandiera)      | AG    | Chris Boucher    | 1993 | 208  | 91   |
| 27 | Georgia (bandiera)     | C     | Zaza Pachulia    | 1984 | 211  | 125  |
| 30 | Stati Uniti (bandiera) | P     | Stephen Curry    | 1988 | 191  | 86   |
| 34 | Stati Uniti (bandiera) | P     | Shaun Livingston | 1985 | 201  | 87   |
| 35 | Stati Uniti (bandiera) | AP    | Kevin Durant     | 1988 | 206  | 100  |

## Statistiche
Aggiornato al 9 giugno 2018.
| Categoria | Singola prestazione      | Singola prestazione             | Singola prestazione | Media              | Media               | Media | Media |
| Categoria | Giocatore                | Squadra                         | Max                 | Giocatore          | Squadra             | Media | PG    |
| --------- | ------------------------ | ------------------------------- | ------------------- | ------------------ | ------------------- | ----- | ----- |
| Punti     | LeBron James             | Cleveland Cavaliers             | 51                  | LeBron James       | Cleveland Cavaliers | 34.0  | 22    |
| Rimbalzi  | Jonas Valančiūnas        | Toronto Raptors                 | 21                  | Karl-Anthony Towns | Minnesota T'wolves  | 13.4  | 5     |
| Assist    | Rajon Rondo              | N.O. Pelicans                   | 21                  | Rajon Rondo        | N.O. Pelicans       | 12.2  | 9     |
| Recuperi  | Josh Richardson          | Miami Heat                      | 7                   | Victor Oladipo     | Indiana Pacers      | 2.43  | 7     |
| Stoppate  | John Henson Clint Capela | Milwaukee Bucks Houston Rockets | 6                   | Anthony Davis      | N.O. Pelicans       | 2.33  | 9     |